# Königreich Saguenay
Der Name Königreich Saguenay (im französischen Original: Royaume du Saguenay) hat seinen Ursprung in einer Legende der Algonquin-Indianer, die zur Zeit der französischen Kolonisation des Westens des heutigen Kanadas im 16. und 17. Jahrhundert von Franzosen dort übernommen und verbreitet wurde.

## Inhalt
Laut dieser Legende gab es im Norden ein Königreich, reich an Gold und Pelzen und bewohnt von blonden Menschen, Saguenay genannt. In der Zeit seiner Gefangenschaft in Frankreich in den 1530er Jahren berichtete der Sankt-Lorenz-Irokese Donnacona von diesem Land und behauptete, es gebe dort große Minen mit Gold und Silber.

## Folgen
Daraus entwickelte sich eine Art kanadischer El Dorado-Mythos. Französische Entdecker und Abenteurer suchten vergeblich nach diesem Königreich. Der Mythos war zum Beispiel ein Anlass für die Reise des Entdeckers Jacques Cartier 1536/37 in Kanada.

## Heutige Theorien
Heute geht man davon aus, dass das Königreich Saguenay ein reiner Mythos war, entweder aus einem Missverständnis entstanden oder aus dem Versuch der Algonquin, die Franzosen in die Irre zu führen.
Daneben gibt es die Theorie, dass Saguenay eine mündliche Überlieferung von einem frühen europäischen Kolonialisationsversuch in Nordamerika sei, z. B. der Skandinavischen Besiedlung Amerikas in Vinland dem heutigen L’Anse aux Meadows.

## Rezeption
Der Name Saguenay überlebte in einer Vielzahl von Ortsnamen im heutigen Kanada, wie der Stadt Saguenay oder dem gleichnamigen Fluss und wurde zudem Namensgeber eines Ordens in Kanada. Zu touristischen Werbezwecken bezeichnet sich die Region um die Stadt Saguenay heute noch gelegentlich als „Königreich Saguenay“.